# Bootie Brown
Bootie Brown, cuyo nombre real es Romye Robinson (nacido el 13 de noviembre de 1969), es un rapero de la costa oeste que fue uno de los fundadores del innovador grupo The Pharcyde. Ha hecho pocas colaboraciones fuera de su grupo y actualmente trabaja con otro miembro de Pharcyde, Imani Wilcox, en nuevos proyectos para su compañía independiente.
Colaboró con Gorillaz en el sencillo "Dirty Harry" de su álbum Demon Days, y en el sencillo New Gold, junto con Tame Impala.